# Hydrovatus macrocephalus
Hydrovatus macrocephalus är en skalbaggsart som beskrevs av Gschwendtner 1934. Hydrovatus macrocephalus ingår i släktet Hydrovatus och familjen dykare. Inga underarter finns listade i Catalogue of Life.